# Кулиев, Эльмир Рафаэль оглы
Эльми́р Рафаэ́ль оглы́ Кули́ев (азерб. Elmir Rafael oğlu Quliyev; род. 6 октября 1975, Баку, Азербайджанская ССР, СССР) — азербайджанский учёный, религиовед, исламовед и философ, автор одного из переводов Корана на русский язык.
Автор более 50 монографий, статей и переводов теологической литературы, в том числе смыслового перевода Корана на русский язык, а также перевода тафсира Абд ар-Рахмана ас-Саади. Соавтор пособия для преподавателей Исламоведение и учебника по корановедению («Корановедение»).

## Биография
Родился 6 октября в 1975 году в Баку, Азербайджанская ССР, СССР в семье инженера и преподавательницы. Бабушка по матери была родом из Татарстана, из села Среднее Балтаево (Урта Балтай) Апастовского района .
В 1990 году, в 15-летнем возрасте, сдав на отлично профилирующий экзамен (право золотого медалиста), он оказался зачисленным на стоматологический факультет Азербайджанского медицинского университета. В 1996 году с отличием окончил стоматологический факультет Азербайджанского медицинского университета. Ещё в студенческую пору приступил к углублённому изучению исламской религиозно-философской мысли, познакомился с религиозными деятелями, приступил к публицистической и редакторской деятельности. Для раннего творчества Э. Кулиева характерно переосмысление сочинений современных мусульманских мыслителей и богословов.

## Научная деятельность
В 1997 году приступил к переводу на русский язык многотомного тафсира известного богослова Абдурахмана ибн Насира ас-Саади. В процессе работы родилась идея осуществить параллельный перевод Корана, основанный на мусульманской традиции .
В 2002—2006 годах работает в Государственном комитете Азербайджанской Республики по работе с религиозными образованиями, изучая особенности государственно-конфессиональных отношений и взаимовлияние религиозных и политических процессов. 
В 2006—2014 годах — директор департамента геокультуры Института стратегических исследований Кавказа (Азербайджан) и член редакционной коллегии журнала «Кавказ и глобализация» (Швеция).
В 2011—2012 годах — главный редактор мультиязычного интернет-проекта SalamWorld со штаб-квартирой в Стамбуле.
В 2012 году принял участие в международном проекте, осуществлённом Центром стратегических исследований при Президенте Азербайджанской республики и The Jamestown Foundation.
В декабре 2006 году в Бакинском государственном университете защитил диссертацию на соискание учёной степени кандидата философских наук. Диссертационное исследование ложится в основу монографии «Коран и глобализация: в поисках гуманистических идеалов». В работе даётся оценка глобальным проблемам современности, обосновывается критика моделей глобального моделирования, основанных на принципе классического детерминизма. Сопоставляя возможные сценарии развития мировой цивилизации с эсхатологическими представлениями суннитских улемов, Э. Кулиев анализирует возможности использования духовного потенциала ислама для обеспечения экологической безопасности планеты и поддержания культурного многообразия.
Научная и общественная деятельность Э. Кулиева направлена на укрепление авторитета Корана и мусульманской традиции, на преодоление кризиса общественной и научной мысли в исламском мире..
Соавтор пособия для преподавателей «Исламоведение», рекомендованного Советом муфтиев России (восемь из 11 глав пособия написаны им), и первого учебника по корановедению на русском языке. В последние годы работает над методологией перевода Корана на русский язык, что нашло отражение во вступительной статье к новому (исправленному и дополненному) изданию перевода Корана, которое вышло в свет в 2020 году.

## Оценка деятельности
В среде российских мусульман перевод Корана Кулиева получил неоднозначную оценку. С одной стороны, этот труд неоднократно издавался с благословения председателя Совета муфтиев России Равиля Гайнутдина. С другой стороны, советник муфтия Али Вячеслав Полосин резко критикует перевод Кулиева за буквализм, который «в лучшем случае непонятен читателю». По мнению богослова, своими ошибками Кулиев дал основание исламофобам трактовать некоторые аяты Корана «в сторону уничижения мусульманских представлений об Аллаха на основе самого Писания».
Ректор Московского исламского института, профессор Дамир Мухетдинов отмечает, что голоса критиков, упрекавших Кулиева в излишнем буквализме, были услышаны им при подготовке нового издания. «В новой редакции были исправлены и заретушированы отклонения от норм литературного языка, трудные для восприятия места были переработаны и улучшены. Особое внимание было уделено лексике: с целью сохранения историко-культурной перспективы из текста были исключены многие слова, заимствованные из европейских языков, некоторые слова были заменены более точными эквивалентами, при подборе слова учитывалась степень их отклонения от общеупотребительной нормы». 
По мнению некоторых исследователей, несмотря на имеющиеся недостатки, перевод Кулиева отличается высокой степень адекватности и достаточно точно передаёт основное содержание священной книги ислама. Научные сотрудники Института востоковедения РАН У. З. Шарипов и Р. М.Шарипова, которые также перевели Коран на русский язык, называют перевод Кулиева «наиболее удачным среди русскоязычных переводов последних десятилетий». По их словам, во многих трудных местах Кулиев сумел добиться точного соответствия арабского текста и русского перевода.
Вклад азербайджанского учёного в развитие корановедения отметил профессор Ефим Резван. По его словам, книга Э. Р. Кулиева и М. Ф. Муртазина «Корановедение» предназначена для нужд российских исламских университетов и выделяется среди множества других изданий, предназначенных для обучения начальной «коранической грамоте».

## Личная жизнь
Супруга Гюнай Рагимова. Дети: дочери Динара, Аиша, Эсма и Алия.

## Книги и публикации
на русском языке
- Кулиев Э. Р. Миссия «Мусульманин». — М.: Умма, 2024 ISBN 978-5-907583-59-7

- Кулиев Э. Р. Заповеди Корана. — М.: Умма, 2022 ISBN 978-5-6047742-6-7
- Кулиев Э. Р. Семья в исламе. — М.: Умма, 2017.
- Кулиев Э. Р. Элементарный фикх с доказательствами четырёх мазхабов: Комментарии к хадисам из сборника «Булюг аль-марам». — М.: Эксмо, Умма, 2016.
- Кулиев Э. Р. Сладость веры. — Баку: Издательство «Шерг-Герб», 2011.
- Кулиев Э. Р. Роль межличностных отношений в формировании профессиональной компетентности мусульманских теологов / Повышение квалификации преподавателей в теологическом образовании и международный опыт использования современных информационных технологий и дистанционного обучения. — М.: Изд-во Московского исламского университета, 2011.
- Кулиев Э. Р. (в соавторстве с М. Ф. Муртазиным) Корановедение: учебное пособие. — М.: Агентство печати «Столица», 2011.
- Кулиев Э. Р. Исламское образование в России: новое концептуальное видение / Использование современных технологий в развитии религиозного образования. — М.: Изд-во Московского исламского университета, 2010.
- Кулиев Э. Р. (в соавторстве с М. Ф. Муртазиным) Ислам. — М.: ООО «ИПЦ Маска», 2009.
- Кулиев Э. Р. К вопросу совершенствования профессионального исламского образования / Вестник Московского исламского университета, 2009, № 1.
- Кулиев Э. Р. (в соавторстве с М. Ф. Муртазиным) Исламоведение: Пособие для преподавателя — М.: Изд-во Московского исламского университета, 2008.
- Кулиев Э. Р. Ислам как фактор поддержания стабильности в Центральной Евразии / Международная конференция «Гуманистические ценности и мусульманская молодёжь России». — Москва, 30-31 мая 2006 г.: Материалы. М., 2007.
- Кулиев Э. Р. Азербайджанская Республика: Религия / Центральная Евразия 2006: Аналитический ежегодник. — Швеция: CA&CC Press, 2006.
- Кулиев Э. Р. Ислам как фактор поддержания стабильности в Центральной Евразии // Азербайджан в мире, 2006, № 3(5).
- Кулиев Э. Р. Азербайджанская Республика: Религия / Центральная Евразия 2005: Аналитический ежегодник. — Швеция: CA&CC Press, 2006.
- Кулиев Э. Р. Исламский экстремизм на Кавказе: реальность угрозы и пути её предотвращения // Кавказ и глобализация, 2006, Т. 1 (1).
- Ас-Саади, Абд ар-Рахман ибн Насир. Толкование Священного Корана «Облегчение от Великодушного и Милостивого» / Перевел с араб. Э. Р. Кулиев. В 2-х т. — М.: Умма, 2006.
- Кулиев Э. Р. Коран и глобализация: в поисках гуманистических идеалов — Баку: Абилов, Зейналов и сыновья, 2005.
- Кулиев Э. Р. Азербайджан: Иранский вектор религиозного возрождения // Центральная Азия и Кавказ, 2005, № 5 (41).
- Кулиев Э. Р. Роль религиозного просвещения в предотвращении внутригосударственных конфликтов в мусульманских странах / Безопасность Африки: внутренние и внешние аспекты (Материалы X конференции африканистов). — М., 2005.
- Кулиев Э. Р. Коран. Смысловой перевод и комментарии Э. Р. Кулиева. — М.: Умма, 2003.
- Кулиев Э. Р. На пути к Корану. — М.: Умма, 2003.
- Кулиев Э. Р. (в соавторстве с Р. Абаскулиевым) Уроки благословенного месяца. — Баку: Абилов, Зейналов и сыновья, 2003.
- Кулиев Э. Р. Пророчества о приближении конца света согласно Корану и Сунне. — М.: Умма, 2002.

на других языках
- كولييف إي. ر. الأخطاء العقدية في بعض الترجمات لمعاني القرآن الكريم إلى اللغة الروسية. بحوث ندوة ترجمة معاني القرآن الكريم: تقويم للماضي وتخطيط للمستقبل — المملكة العربية السعودية، 2002
- كولييف إي. ر. الاهتمام بالسيرة النبوية باللغة الروسية. بحوث ندوة عناية المملكة العربية السعودية بالسنة ولسيرة النبوية — المملكة العربية السعودية، 2004
- Kuliyev E. R. Azerbaijan: Iranian Vector of Religious Revival // Central Asia and the Caucasus, 2005, № 5 (41)
- Kuliev E. R. Azerbaijan Republic: Religion / Central Eurasia 2006: Analytical Annual. Sweden: CA&CC Press, 2006
- كولييف إي. ر. كتاب القرآن وعالمه للمستشرق الروسي يفيم ريزفان. بحوث ندوة القرآن الكريم في الدراسات الاستشراقية ، المملكة العربية السعودية، 2006
- كولييف إي. ر. تاريخ ترجمات معاني القرآن الكريم إلى اللغة الروسية // مجلة البحوث والدراسات القرآنية، 2006، السنة الأولى، العدد الثاني
- Kuliyev E. R. Azerbaijan Republic: Religion / Central Eurasia 2005: Analytical Annual. Sweden: CA&CC Press, 2006
- Guliyev E. R. Islamic Extremism in the Caucasus: Real threat and how to avert it // The Caucasus and Globalization, 2006, Vol. 1 (1)
- Guliyev E. R. Religion in the Central Caucasus: Current State and Future Trends / The South Caucasus 2021: Oil, Democracy and Geopolitics. Edited by Fariz Ismailzade and Glen E. Howard. Washington: The Jamestown Foundation, 2012

переводы с арабского языка
- Ат-Тирмизи, Абу 'Иса Мухаммад ибн 'Иса. Мухтасар шамаиль мухаммадийа = Достоинства Пророка Мухаммада : Краткое изложение сборника имама ат-Тирмизи с комментариями шейха 'Иззата 'Убайда ад-Да’аса и тахриджем шейха Мухаммада Насыр-ад-Дина аль-Албани / Пер. с араб. и комм. Э. Кулиев. — М.: Умма, 2018.
- Аль-'Аскалани, Ибн Хаджар. Булюг аль-марам. Достижение цели в уяснении основ Шариата / Пер. с араб., предисловие, примеч. Э. Кулиев. — 2-е изд., испр., доп. — М.: Издатель Эжаев, 2011.
- Абу Сулейман, 'Абд аль-Хамид. Кризис мусульманского разума / Пер. с арабского, примечания к хадисам и послесловие Э. Р. Кулиев. — Баку: Издательство «CBS», 2011.
- Ал-Ашкар[англ.], 'Умар Сулайман. Вера в Аллаха / Пер. с арабского, вступ. слово и примечания Э. Р. Кулиев. — Баку: Издательство «Шарг-Гарб», 2010.
- Ал-Ашкар, 'Умар Сулайман. Рай и ад / Пер. с арабского, вступ. слово и примечания Э. Р. Кулиев. — Баку: Издательство «Шарг-Гарб», 2010.
- Ал-Ашкар, 'Умар Сулайман. Мир благочестивых ангелов / Пер. с арабского, вступ. слово и примечания Э. Р. Кулиев. — Баку: Издательство «Шарг-Гарб», 2010.
- Ал-Ашкар, 'Умар Сулайман. Судьба и предопределение / Пер. с арабского, вступ. слово и примечания Э. Р. Кулиев. — Баку: Издательство «Шарг-Гарб», 2009.
- Ас-Саади, Абд ар-Рахман бин Насир. Толкование Священного Корана «Облегчение от Великодушного и Милостивого» : Смысловой перевод Корана на русский язык с комментариями Абд ар-Рахмана ас-Саади. В 3-х т. / Пер. с арабского Э. Кулиев. — М.: Умма, 2008.
- Аль-Бадр, Абд ар-Раззак ибн Абд аль-Мухсин. Причины увеличения и уменьшения веры. — М.: Издатель Эжаев, 2007.
- Аль-'Аббаси, Мухаммад 'Ид. Поиск близости к Аллаху : его виды и положения / Пер. с араб. Э. Р. Кулиев. — Баку: Издательство «Абилов, Зейналов и сыновья», 2005.
- Аш-Шайи, Халид ибн Абдуррахман; ар-Рашид Султан ибн Фахд. Предсмертный миг / Пер. с арабского Э. Р. Кулиев. — М.: Издательский дом «Бадр», 2001.
- Аль-Мадхали, Раби' Хади. Мудрость и логика в методах призыва пророков к Аллаху / Пер. с арабского Э. Р. Кулиев. — М.: Издательский дом «Бадр», 2000.

## Перевод Корана на русский язык
Автор популярного смыслового перевода Корана на русский язык, изданного большими тиражами в Саудовской Аравии (Медина, Комплекс им. короля Фахда, 2002), России (Москва, Умма, 2003-2025), Азербайджане (Баку, Абилов, Зейналов и сыновья, 2004; Баку, Шарг-Гарб, 2009, 2011; Баку, Идрак, 2024), Казахстане (Алматы, Əлбаракат, 2006, 2008), Индии (Ченнай, Goodword Books, 2017, 2022, с предисловием Мауланы Вахидуддин Хана), Турции (Стамбул, Центр межкультурных коммуникаций, 2019; Стамбул, Ассоциация Хидайет, 2024, 2025) и перевода тафсира Корана, принадлежащего перу авторитетного арабского мыслителя Абдуррахмана ибн Насыра ас-Саади.
Перевод Корана Кулиева изучается современными исследователями наряду с переводами академика И. Крачковского, профессора М.-Н. Османова, профессора Б. Шидфар и освещается в научных статьях и диссертационных исследованиях   . С перевода Кулиева был выполнен перевод Корана на абазинский язык, осуществлённый Розой Пазовой и Муратом Аджиевым и изданный в 2023 году издательством Санкт-Петербургского государственного экономического университета.

## Запрет произведений
В 2012 году экстремистской была признана его книга — «На пути к Корану». 27 февраля 2015 года Оренбургский областной суд отменил решение Ленинского районного суда города Оренбурга о признании экстремистскими книг исламской тематики, в числе которых также была и книга «На пути к Корану».
В конце сентября 2013 года стало известно о том, что 17 сентября 2013 года решением Октябрьского районного суда г. Новороссийска «„Смысловой перевод священного Корана на русский язык“ /Перевод с арабского Э. Р. Кулиева. 1-е издание. Комплекс имени Короля Фахда по изданию священного Корана. п/я 6262. Медина Мунаввара. Саудовская Аравия, 2002. 1088 с.», автором которой является Кулиев, был признан экстремистским, со внесением в Федеральный список экстремистских материалов. В защиту перевода выступили многие российские востоковеды, в том числе директор Государственного Эрмитажа Михаил Пиотровский, заведующий Центром изучения Центральной Азии, Кавказа и Урало-Поволжья Института востоковедения РАН Владимир Бобровников, исламовед и политолог Алексей Малашенко  . Сам Кулиев связал это событие с изъянами в российском законодательстве. 17 декабря 2013 года Краснодарский краевой суд отменил решение Октябрьского районного суда и вынес новое решение, которым отказал прокурору в признании экстремистским «Смыслового перевода священного Корана на русский язык».
По состоянию на август 2017 года в Федеральном списке экстремистских материалов находятся две книги автора:
- Кулиев Э., Бадави Д. Закят. Его место в исламе. Пост в Рамадане, его значение для мусульман. Под ред. Абу Ахмада Абдуллаха ибн Джамиля (брошюра).
- Кулиев Э. Р. На пути к Корану. — Абилов, Зейналов и сыновья, 2003.

## Награды
В 2007 году награждён медалью Совета муфтиев России «За духовное единение». В октябре 2017 года награждён медалью Совета муфтиев России «За заслуги».